# Улица Симиренко (Киев)
Улица Симиренко (укр. Вулиця Симиренка) — улица в Святошинском районе города Киева, исторически сложившаяся местность Южноборщаговский жилой массив. Пролегает от бульвара Кольцова при примыкании улиц Ивана Дзюбы и Зодчих до проспекта Академика Королёва.
Примыкают улицы Александра Махова, Григоровича-Барского, Булгакова и проезд к улице Николая Трублаини.

## История
В 1980-е годы была проложена Новая улица строящегося жилого массива на месте ликвидированной застройки села Никольская Борщаговка. 
3 апреля 1981 года улица получила современное название — в честь российского селекционера-плодовода Льва Платоновича Симиренко, согласно Решению исполнительного комитета Киевского городского Совета депутатов трудящихся № 583 «Про наименование новых улиц на жилом массиве Южная Борщаговка» («Про найменування нових вулиць на житловому масиві Південна Борщагівка»). 

## Застройка
Является основной улицей жилого массива. Улица пролегает в юго-восточном направлении, дугообразная в плане. На протяжении большей части (до проезда к улице Н. Трублаини) между проезжими частями улицы обустроена линия скоростного трамвайная маршрута № 2. Улица имеет по три ряда движения в обе стороны. Под улицей дважды в подземном коллекторе протекает река Нивка (Борщаговка): после примыкания улицы Александра Махова и перед проездом к улице Трублаини.   
Парная и непарная стороны улицы заняты многоэтажной жилой застройкой (преимущественно 9-этажные дома) и учреждениями обслуживания. 

### Учреждения
1. дом № 2А — детский сад № 785
2. дом № 2В — детская художественная школа № 5
3. дом № 5А — библиотека
4. дом № 5Б — ДЮСШ
5. дом № 10 — центральная поликлиника Святошинского района
6. дом № 12 — Храм Живописного источника (Казанская церковь)
7. дом № 17 — дирекция по содержанию жилищного хозяйства Святошинского района
8. дом № 29А — детсад № 819
9. дом № 38 — детская поликлиника № 4 Святошинского района